# 가와구치 다카오
가와구치 다카오(일본어: 川口 孝夫, 1950년 4월 13일~)는 일본의 은퇴한 유도 선수로 라이트급에서 활동하였다. 1972년 하계 올림픽에서 라이트급 금메달을 획득했으며, 세계 선수권 대회에서 금메달 1개, 은메달 1개, 아시아 선수권 대회에서 금메달 1개를 획득했다.

## 생애
히로시마시에서 태어난 가와구치는 지방 유도 강사를 지낸 부친의 지도 아래 5살 때부터 유도를 시작하였다. 고등학생 시절에 그는 전일본 고교 선수권 대회에서 우승했고 1969년 메이지 대학에 입학하였다. 
1970년 5월 중화민국 가오슝에서 열린 1970년 아시아 선수권 대회에 참가하여 대한민국의 윤공화를 꺾고 금메달을 획득했다. 이후 1971년 9월 서독 루트비히스하펜에서 열린 1971년 세계 선수권 대회에서 훗날의 올림픽에서 우승하게 되는 노무라 도요카즈를 꺾고 우승하였다.
1972년 서독 뮌헨에서 열린 1972년 하계 올림픽에서 라이트급 종목에 출전한 가와구치는 대한민국의 한성철과의 1차전과 2차전 경기에서 승리를 거둔 후, 3차전에서 몽골의 바하바깅 보야다와 맞붙었다. 이 경기에서 보야다의 공격을 벗어나려 하다가 갈비뼈가 부러지는 부상을 입었으나 고통을 참고 서독의 볼프람 코펜을 누르고 준결승전에 도달하였다. 준결승전에서는 조선민주주의인민공화국의 김영익을 요코-시호-가마테 기술로 꺾고 다시 결승전에서 보야다를 만났다. 이전의 경기에 비하여, 가와구치는 그를 고치 가리 기술로 빠르게 매트에 쓰러뜨리며 39초 만에 가미-시호-가마테 기술을 사용하고 금메달 획득에 성공하였다. 후에 보야다는 후에 도핑 테스트에 떨어져 은메달을 박탈 당했다.
1973년 6월 스위스 로잔에서 열린 1973년 세계 선수권 대회에 참가하였으며, 결승에서 미나미 요시하루에게 패하여 은메달을 획득했다. 이후 1974년 전일본 선발 유도 체중별 선수권 대회에서 준우승을 거둔 후 은퇴했다.
은퇴 후, 부친의 뒤를 이어 가와구치 도장의 총강사가 되었다.

## 같이 보기
- 올림픽 유도 메달리스트 목록